# Gareth Hunt
Gareth Hunt (* 7. Februar 1942 in London als Alan Leonard  Hunt; † 14. März 2007 in Redhill) war ein englischer Theater- und Filmschauspieler.

## Leben und Karriere
Hunt war ein Neffe der englischen Theater- und Filmschauspielerin Martita Hunt. Sein Vater starb als Soldat im Zweiten Weltkrieg, als Hunt erst zwei Jahre alt war. Er wuchs in Battersea, im Süden von London, bei seiner Mutter Doris und seinem Stiefvater auf. Mit 15 Jahren heuerte er bei der Handelsmarine an, um seine Reiselust zu stillen. Nach sechs Jahren gefiel es ihm dort nicht mehr und er landete wegen unerlaubter Entfernung von Bord für drei Monate in einem Militärgefängnis in Neuseeland. In seinen nächsten Tätigkeiten arbeitete er als Straßenarbeiter und als Handlungsreisender.
Hunt gewann einen Preis für eine Schauspielausbildung an der Webber Douglas Academy of Dramatic Art in London. Danach wurde er von der Royal Shakespeare Company engagiert. Mit seiner Rolle als Mike Gambit in den Staffeln 7 und 8 der britischen Fernsehserie Mit Schirm, Charme und Melone erlangte er an der Seite von Schauspielerkollegen Patrick Macnee und Joanna Lumley Popularität.
In den 1980er Jahren wurde er in Großbritannien mit Werbesendungen für Nescafé bekannt. In den 1990er und 2000er Jahren lebte Hunt hauptsächlich von kleineren Fernsehrollen. 2002 brach er wegen eines Herzinfarktes während einer Aufführung am Pier Theatre in Bournemouth zusammen und erhielt dafür zunächst Beifall vom Publikum.
2004 wurde bei ihm ein Pankreaskarzinom diagnostiziert, von dem nur seine Familie und enge Freunde wussten. Hunt hinterließ seine dritte Frau Amanda und drei Söhne.

## Filmografie (Auswahl)

### Kino
- 1972: For the Love of Ada
- 1979: The World Is Full of Married Men
- 1980: No. 1 ist nicht zu schlagen (Licensed to Love and Kill)
- 1983: Funny Money – Tödliche Kreditkarten (Funny Money)
- 1984: Gabrielle and the Doodleman
- 1984: Bloodbath at the House of Death
- 1988: Pet Shop Boys – Der Film (It Couldn’t Happen Here)
- 1989: Alles nur Theater (A Chorus of Disapproval)
- 1997: Wilde Kreaturen (Fierce Creatures)
- 1998: Parting Shots
- 1998: Marco Polo und die Kreuzritter (The Incredible Adventures of Marco Polo)
- 2007: The Riddle

### Fernsehen
- 1974: Doctor Who (4 Episoden) als Arak
- 1974–1975: Das Haus am Eaton Place (11 Episoden) als Frederick Norton
- 1975: Mondbasis Alpha 1 (eine Episode)
- 1976–1977: Mit Schirm, Charme und Melone (26 Episoden) als Mike Gambit
- 1979: Die Affäre Garibaldi (The House on Garibaldi Street)
- 1987: Wagnis der Liebe (A Hazard of Hearts)
- 1989: Gefährdete Liebe (The Lady and the Highwayman)
- 1990: Ein Phantom in Monte Carlo (A Ghost in Monte Carlo)
- 1993: Vom Haß getrieben (Riders)
- 2001: EastEnders (2 Episoden)
- 2006: New Tricks – Die Krimispezialisten (New Tricks)